# Tada-kun wa Koi wo Shinai
Tada-kun wa Koi wo Shinai (多田くんは恋をしない?  lit. «Tada-kun no se enamora») es una serie de anime original producida por Doga Kobo. Su producción se anunció el 1 de octubre de 2017 como una animación original producida junto al equipo de producción de Gekkan Shōjo Nozaki-kun, y se transmitió en AT-X, Tokyo MX y otros canales en Japón entre el 5 de abril y el 28 de junio de 2018.
Este trabajo cuenta con la cooperación de las compañías Canon, Slick, Sony, Sony Imaging Products & Solutions, Tamron, Nikon, Nikon Imaging Japan y Panasonic, por lo que sus cámaras reales aparecieron en el anime.

## Personajes
Mitsuyoshi Tada (多田 光良 Tada Mitsuyoshi?)
Seiyū: Yūichi Nakamura
El protagonista principal de la serie. Un estudiante de segundo año en la secundaria Koinohoshi afiliada a la Universidad de Ginga. Pertenece al club de fotografía. Perdió a sus padres en un accidente y vive en la cafetería Tada de su abuelo mientras ayuda junto a su hermana Yui. Su objetivo es convertirse en fotógrafo como su difunto padre. Es querido por los demás porque es callado pero sincero y está atento a los demás. Es bueno en la fotografía de paisajes y no es bueno en lugares altos y aviones. Usa una Nikon D7200.
Teresa Wagner (テレサ・ワーグナー Teresa Wāgunā?) / Teresa de Larsenburg (テレサ・ドゥ・ラルセンブルク Teresa do Rarusenburuku?)
 Seiyū: Manaka Iwami
La princesa de Larsenburg y heredera del trono, que llegó a Japón como estudiante de intercambio. Tiene un encuentro con Mitsuyoshi mientras viaja y termina en su escuela. Vive en Grand Palace Ginza, un hotel al lado de la cafetería de Mitsuyoshi, junto a su guardaespaldas Alec. Tiene cabello rubio y ojos verdes.
Alexandra Magritte (アレクサンドラ・マグリット Arekusandora Maguritto?)
 Seiyū: Shino Shimoji
Alexandra, o Alec, es la cuidadora, asistente y guardaespaldas de Teresa, que también asiste a la escuela junto a ella y han estado en contacto desde la infancia. Protege ferozmente a Teresa con respecto a las actividades que realiza y las personas con las que interactúa. Está constantemente en guerra con Kaoru por sus formas coquetas de interactuar con Teresa.
Kaoru Ijūin (伊集院 薫 Ijūin Kaoru?)
 Seiyū: Mamoru Miyano
Amigo cercano de Mitsuyoshi, compañero de clase y miembro del club de Fotografía. Es un chico popular entre las chicas y un narcisista que no puede resistir el impulso de fotografiarse a sí mismo y presumir con las chicas. Le tiene miedo a Alec después de que ella lo golpea creyendo que estaba persiguiendo a Teresa. Su familia posee un antiguo restaurante de estilo japonés, lo que le ha permitido perfeccionar su habilidad culinaria hasta el punto de poder cocinar un festín completo para sus amigos.
Hajime Sugimoto (杉本 一 Sugimoto Hajime?)
 Seiyū: Yūichirō Umehara, Tomokazu Sugita
El presidente del club de Fotografía, que tiene un gusto personal hacia las chicas y desea fotografiarlas desnudas más allá de cualquier otra cosa. Parece estar cerca de Hinako ya que los dos se conocen y también discuten con frecuencia. Es un gran admirador de la idol Hina, y tiene una vasta colección de su mercancía, pero no sabe que Hina es realmente Hinako.
Hinako Hasegawa (長谷川 日向子 Hasegawa Hinako?)
 Seiyū: Shizuka Ishigami
La presidenta de la clase de Mitsuyoshi y miembro del Cclub de Fotografía. Parece cercana a Hajime y se dirige a él casualmente, aunque los dos discuten con frecuencia. Ella es una chica diligente, pero secretamente es la idol Hina, a quien Hajime admira profundamente, un hecho al que no se da cuenta. Alec y Teresa solo conocen su identidad como Hina, mientras que Charles también parece sospechar lo mismo.
Kentarō Yamashita (山下 研太郎 Yamashita Kentarō?)
 Seiyū: Hiro Shimono
Un estudiante de primer año en la escuela de Mitsuyoshi, apodado perro Yamashita debido al hecho de que siempre responde a los silbidos de Mitsuyoshi Tada y se comporta como un perro. Le gusta la dueña del salón de belleza del vecindario, aunque ella lo ve solo como un hermano pequeño.
Yui Tada (多田 ゆい Tada Yui?)
 Seiyū: Inori Minase
La hermana menor de Mitsuyoshi que ayuda en el café familiar. Está enamorada de Yamashita.
Charles de Loire (シャルル・ド・ロワール Sharuru do Rowāru?)
 Seiyū: Takahiro Sakurai
Un apuesto joven con cabello rubio y descendiente de la nobleza francesa. Ha estado en contacto con Teresa desde que eran niños. En el episodio 6, se revela que es el prometido de Teresa, un hecho desconocido para todos excepto para Teresa, Alec y el propio Charles. Se presenta a los miembros del club de Fotografía como amigo de la infancia de Teresa y se pone en buenos términos con todos. Está destinado a convertirse en rey de Larsenburg al casarse con Teresa. Actualmente, es estudiante universitario y también administra ciertas empresas.
Nyanko Big (ニャンコビッグ Nyankobiggu?)
 Seiyū: Ari Ozawa/Akio Ōtsuka
Un gato callejero que Mitsuyoshi encontró y adoptó hace 10 años. Está orgulloso de Mitsuyoshi ya que lo ha visto crecer y luchar por su sueño de ser fotógrafo. Le tiene un gran disgusto a Kaoru. Él tiene su propio blog donde Mitsuyoshi publica fotos y escribe sobre sus encuentros diarios con Kaoru. En el episodio 3 se enamora de Cherry, la gata del salón de belleza del vecindario,.

## Producción y desarrollo
La serie original de anime de 13 episodios fue producida por Doga Kobo y transmitida del 5 de abril al 28 de junio de 2018. La serie fue dirigida por Mitsue Yamazaki, con guiones de Yoshiko Nakamura, diseños de personajes de Junichiro Taniguchi y música de Yukari Hashimoto. El tema de apertura «Otomodachi Film» (オトモダチフィルム Otomodachi Firumu?) fue interpretado por Masayoshi Ōishi, y el tema de cierre es una versión de la canción de Sambomaster «Love Song» (ラブソング Rabu Songu?) interpretada por Manaka Iwami como su personaje Teresa Wagner. Sentai Filmworks licenció la serie y la transmitió en Hidive.

## Episodios
| Episodios | Episodios                                                                                         | Episodios           |
| N.º       | Título                                                                                            | Fecha de estreno    |
| --------- | ------------------------------------------------------------------------------------------------- | ------------------- |
| 1         | «No puedo dejarte» «Hottokenaidaro» ( ほっとけないだろ)                                           | 5 de abril de 2018  |
| 2         | «Bueno, ella no está equivocada» «Mā, Machigatcha Inai» ( まあ、間違っちゃいない)                 | 12 de abril de 2018 |
| 3         | «Tú amas eso» «Sore, Sukida nā» ( それ、好きだなあ)                                               | 19 de abril de 2018 |
| 4         | «Voy a fingir que no vi esto...» «Mina katta koto ni shiyō......» ( 見なかったことにしよう......) | 26 de abril de 2018 |
| 5         | «Está bien. Ellos no existen» «Daijōbu da. Inai kara» ( 大丈夫だ。いないから)                     | 3 de mayo de 2018   |
| 6         | «No soy un portador de lluvia» «Ame Otoko, Janai zo» ( 雨男、じゃないぞ)                          | 10 de mayo de 2018  |
| 7         | «Es mejor que llorar» «Nakareru yori wa īdaro» ( 泣かれるよりはいいだろ)                          | 17 de mayo de 2018  |
| 8         | «¿Dijiste que eras un portador de lluvia?» «Ame Onna dattakke?» ( 雨女だったっけ？)               | 24 de mayo de 2018  |
| 9         | «No tengo uno ahora...» «Ima wa, mō, nai......» ( 今は、もう、ない......)                         | 31 de mayo de 2018  |
| 10        | «No es el verdadero» «Honmono, Janai yo na» ( 本物、じゃないよな)                                 | 7 de junio de 2018  |
| 11        | «Realmente no» «Tokuni wa Nani mo» ( 特には何も))                                                 | 14 de junio de 2018 |
| 12        | «Perdón por sorprenderte...» «......Totsuzen, Gomen» ( ……突然、ごめん)                            | 21 de junio de 2018 |
| 13        | «Nunca lo olvidaré, tampoco» «Ore mo, Isshō, Wasurenai» ( 俺も、一生、忘れない)                   | 28 de junio de 2018 |

## Otros medios
Una novela titulada Tada-kun wa Koi o Shinai Teresa Wagner no Jijō (多田くんは恋をしない テレサ・ワーグナーの事情 Tada-kun wa Koi o Shinai Teresa Wāgunā no Jijō?) fue publicada por Kadokawa bajo su sello Kadokawa Beans Bunko el 1 de junio de 2018.